# Floruit
Floruit (AFI: /ˈflɔru.ɪt/, frequentemente abreviado fl. ou flor. e por vezes italicizado para mostrar que é latim) é um verbo significando 'floresceu', que denota o período de tempo durante o qual uma pessoa, escola, movimento ou mesmo espécie esteve em atividade ou florescendo. É a forma do verbo latino florere ― "florescer" na terceira pessoa do singular, no passado indicativo ativo.
É largamente utilizado em genealogia e escrita histórica; seu uso ocorre quando as datas de nascimento ou morte são desconhecidas, mas alguma outra evidência existe que indica quando uma pessoa esteve viva. Por exemplo, caso haja testamentos atestados por João Anes em 1204, 1207 e 1229, e um registro de seu casamento em 1197, um registro referenciando-o poderia ser escrito como "João Anes (fl. 1197–1229)".